# Lasse Hamre
Lars Arne Hamre, detto Lasse (Trondheim, 26 dicembre 1944), è un ex sciatore alpino norvegese.

## Biografia
Sciatore polivalente fratello di Kirsti, a sua volta sciatrice alpina, Lasse Hamre debuttò in campo internazionale in occasione del trofeo Holmenkollen-Kandahar 1962, il 3 marzo a Norefjell in slalom gigante (21º), ed esordì in Coppa del Mondo il 5 febbraio 1967 a Madonna di Campiglio in slalom speciale (19º); l'anno dopo ai X Giochi olimpici invernali, sua unica presenza olimpica, si classificò 34º nella discesa libera e 14º nello slalom speciale. Il 22 marzo 1969 conquistò a Waterville Valley in slalom speciale il miglior risultato in Coppa del Mondo (7º) e ai Mondiali di Val Gardena 1970, sua ultima presenza iridata, non completò lo slalom speciale, l'unica gara cui prese parte; prese per l'ultima volta il via in Coppa del Mondo il 13 marzo 1971 a Åre in slalom gigante (26º).

## Palmarès

### Coppa del Mondo
- Miglior piazzamento in classifica generale: 44º nel 1969

### Campionati norvegesi
- 12 medaglie[senza fonte]:
  - 3 ori (slalom speciale, combinata nel 1969; slalom speciale nel 1971)[6]
  - 6 argenti (slalom speciale, combinata nel 1963; slalom speciale nel 1966[senza fonte]; slalom gigante, combinata nel 1967[7]; discesa libera nel 1969)
  -  3 bronzi (slalom speciale nel 1964; combinata nel 1966; slalom gigante nel 1969)[senza fonte]